# 克里米亞蘇維埃社會主義自治共和國
克里米亞蘇維埃社會主義自治共和國（克里米亞韃靼語正式名稱（西里爾字母）：Qrьm Avonomjalь Sotsialist Sovet Respublikasь）是蘇聯的一個自治共和國，成立於1921年10月18日，原來是俄羅斯蘇維埃聯邦社會主義共和國的一部份，首府辛菲羅波爾。官方語言為俄語和克里米亞韃靼語。
克里米亞韃靼人在當地居民中佔較大比例，但在1944年被褫奪公民和財產權並强制流放到中亞和西伯利亚。他們在憲法上的權利在1967年恢復，但直到蘇聯解體前不久才被獲准重返故土。1945年6月30日降格為州（克里米亞州），並在1954年轉到烏克蘭蘇維埃社會主義共和國。1991年1月20日經過公民投票後，在2月12日獲烏克蘭蘇維埃社會主義共和國最高蘇維埃恢復自治地位。1995年改称克里米亞自治共和國。2014年后改称克里米亚共和国。